# لوكاو
لوكاو (نيدرلاوسزيتز) (بالألمانية: Luckau) هي مدينة و بلدة ألمانية تقع في ألمانيا في براندنبورغ.  يقدر عدد سكانها بـ 10,477 نسمة .

## المدن التوأمة
مدينة مرتسيغ هي مدينة توأمة لـلوكاو (نيدرلاوسزيتز).

## أعلام
- يورغن كيسنير